# كرايغ ملفين
كرايغ ملفين (بالإنجليزية: Craig Melvin)‏ هو صحفي أمريكي، ولد في 20 مايو 1979 في كولومبيا في الولايات المتحدة.

## وصلات خارجية
- الموقع الرسمي